# Aulacaspis calcarata
Aulacaspis calcarata är en insektsart som beskrevs av Sadao Takagi 1999. Aulacaspis calcarata ingår i släktet Aulacaspis och familjen pansarsköldlöss. Inga underarter finns listade i Catalogue of Life.